# Tây Hạ Hiến Tông
Tây Hạ Hiến Tông (chữ Hán: 西夏獻宗; 1181 - 1226), tên thật là Lý Đức Vượng (李德旺), là vị vua thứ chín của triều đại Tây Hạ trong lịch sử Trung Quốc, trị vì từ năm 1223 đến năm 1226.

## Thân thế
Tây Hạ Hiến Tông tên thật là Lý Đức Vượng (李德旺), con trai của Tây Hạ Thần Tông.

## Làm vua
Ngay khi lên ngôi, Hiến Tông đã thay đổi ngay chính sách của vua cha mình. Đối với nhà Kim, ông dùng chính sách hòa giải, liên kết với họ. Tuy nhiên, lúc đó, nhà Kim cũng đã rất yếu, nên sau này khi Mông Cổ sang đánh Tây Hạ, nhà Kim cũng chẳng có lực lượng gì để giúp Tây Hạ cả. Với nhà Kim, Hiến Tông dùng chính sách như vậy, còn đối với Mông Cổ, ông ra mặt chống đối (khác với vua cha của mình là Thần Tông, người luôn giữ thái độ hòa bình với Mông Cổ), vì ông biết rằng Mông Cổ là kẻ xâm lược tàn ác, không thể liên kết.
Tuy nhiên, từ đời Tương Tông, Thần Tông trở đi, việc đánh nhau liên miên với nhà Kim đã làm quân đội suy yếu rệu rã, nên khi quay sang chống với đế quốc Mông Cổ hùng mạnh, quân sĩ không còn sức lực chống với Mông Cổ nữa, nên khi quân đội Mông Cổ vừa đánh vào Tây Hạ thì quân Tây Hạ đã tan vỡ (năm 1227).

## Qua đời
Tháng 7 âm lịch năm 1226, Hiến Tông băng hà, thọ 46 tuổi. Cháu trai ông là Nam Bình vương Lý Hiển kế vị, tức là Tây Hạ Mạt Chủ. Không lâu sau, Tây Hạ bị Mông Cổ tiêu diệt.